# Вусата акула південна
Вусата акула південна (Cirrhigaleus australis) — акула з роду Вусата колюча акула родини Катранові. Інша назва «південна мандаринова колюча акула». Тривалий час вважалася підвидом вусатої акули-мандарина. Лише у 2007 році визначена як самостійний вид.

## Опис
Загальна довжина досягає 1,23-1,25 м. Зазвичай сягає 1 м. Голова конічна, трохи сплощена. Очі відносно невеликі. На нижній стороні морди, перед ніздрями присутні характерні, незвичайно довгі шкіряні вирости на кшталт вусів. Губні борозни короткі. Тулуб доволі компактний. В осьовому скелеті налічує 114–115 хребців. Грудні плавці відносно великі. Має 2 помірно великих спинних плавця з високими та дещо зігнутими назад шипами (за своїми розмірами поступаються шипам вусатої акули-мандарин). Ці шипи часто заплутуються у вічках донних сіток. На відміну від вусатої акули-мандарина має меншу відстань між спинними плавцями. Передній спинний плавець трохи більше за задній. Хвостовий плавець веслоподібний, гетероцеркальний (верхня лопать більш розвинена). Анальний плавець відсутній.
Забарвлення спини сіро-стальне або сіро-коричневе. Черево має попелясто-сіро-бурий колір. Задні крайки грудних та черевних плавців білі.

## Спосіб життя
Тримається на глибинах від 146 до 640 м, біля континентального шельфу. Це не дуже активна акула. Полює на здобич переважно біля дна (бентофаг). Живиться дрібними костистими рибами, кальмарами та іншими головоногими молюсками, креветками.
Це яйцеживородна акула. Має низьку репродуктивність. Процес розмноження ще не достатньо вивчена.

## Розповсюдження
Мешкає біля південно-західного узбережжя Австралії, о. Тасманія, Нової Зеландії.